# Plecia bucklandi
Plecia bucklandi är en tvåvingeart som beskrevs av Hardy 1940. Plecia edwardsi ingår i släktet Plecia och familjen hårmyggor. Inga underarter finns listade i Catalogue of Life.